# Hammelmose
Hammelmose eller Gammel Hammelmose er en gammel nordjysk hovedgård, beliggende Hammelmosevej 19-21, syd for landsbyen Manna 9 km vest for Brønderslev, i Tise Sogn, Børglum Herred, Hjørring Amt i Brønderslev Kommune.
Gammel Hammelmose var allerede i middelalderen en adelig sædegård. Den ældste af hovedbygningerne rummer middelalderlige dele. Gammel Hammelmose består i dag (2013) af 3 bygninger omkring en gammel pigstensbelagt gårdsplads, omgivet af voldanlæg. Desuden består ejendommen i dag af en gammel stor hestestald (1910) nyere maskinhus og fårehus.
Hovedbygningens østre hus er opført i år 1540 – 1550 og fredet. Oprindeligt i 2 stokværk over en kælder med en midtersøjle og krydshvælvede lofter. Bygget af munkesten på endnu ældre kampestenssokler, murtykkelsen 92 – 98 cm. Desuden havde bygningen oprindeligt et trappetårn. Det øverste stokværk og trappetårnet er senere nedbrudt. Hovedbygningens nordre hus er opført ca. år 1792 i grundmur på ældre kampestenssokkel. Tidligere bygning på samme sted var af bindingsværk. I 1800- tallet fik bygningen en bred frontispices. Bygningen er i dag klassificeret som bevaringsværdig med SAVE-værdien 2. Voldgraven er fredet. Træpæle fra den gamle vindebro er dateret af Vendsyssel Historiske Museum til år 1310. På gårdspladsen en meget gammel dyb kampestensbrønd.

## Historie
Gammel Hammelmose Hovedgaard blev anlagt som en borggård på randen af Store Vildmose ved Ryå's nordlige knæ og var i middelalderen en af landets største græsningsgårde. Ejere af hovedgården kendes tilbage til år 1336 hvor det var Væbner og Ridder Saxe Pedersens domicil.
Ved Reformationen i 1536 overgik gården til Kronen. De mageskiftede med Peder Munk i år 1574. Han solgte en gård og 2 boder i København og købte Gammel Hammelmose Hovedgaard med møllen, desuden Store Vildmose, Pajhede Skov og alt den jord der tilhørte gården. Senere tilkøbte han en række herresæder: Estvadgård, Sæbygaard, Sødringholm, Demstrup og Vrejlev Kloster.
Peder Munk var gift med Karen Skeel. Han var Rigsråd senere Rigsmarsk og Rigsadmiral. Desuden var han en af datidens mest højtættede danske mænd og blev en af de 4 personer der regerede Danmark under Christian 4s mindreårighed. Ægteparret skænkede lektorieprædikestolen og malmstagerne til Thise Kirke.( Der findes kun 2 lektorieprædikestole i de danske kirker ). Karen Skeel og Peder Munk fik ingen børn.
I middelalderen var Gammel Hammelmose Hovedgaard primært en meget stor græsningsgård med studedrift. De levende stude blev opfedet og af studedrivere drevet ned gennem Jylland til byen Wedel lidt nord for Hamburg. Det var datidens storslagteri. Her mødtes købmænd fra hele Europa for at købe, slagte og salte studene og fragte kødet videre.
I 1842 opførtes en gård ca. 2 km. syd for Gammel Hammelmose Hovedgaard. Den blev bygget som led i effektiviseringen af landbruget og til beboelse til karle og pigerne, så der ikke var så langt ud i markerne. Gården fik navnet Ny Hammelmose. Derfor fik Hammelmose Hovedgaard nu navnet Gammel Hammelmose Hovedgaard.

## Ejere af Gammel Hammelmose
- 1336-1360 Væbner og 1355 ridder Saxe Pedersen Galen (ca.1310-før1377) (Slægten Uldsax) til Skullerupholm gift med Cathrine Bugge til Rolstrup.
- 1360-1408 Niels Iversen Rosenkrantz
- 1408-1536 Børglum Kloster
- 1536-1541 Kronen
- 1541-1568 Albert Skeel
- 1568-1570 Christen Skeel / Peder Munk Lange
- 1570-1609 Christen Skeel
- 1609-1634 Otte Skeel
- 1634-1670 Christen Ottesen Skeel
- 1670-1674 Ida Skeel / Margrethe Skeel
- 1674-1679 Ida Skeel / Jørgen Arenfeldt
- 1679-1684 Ida Skeel / Torben Nielsen[1]
- 1684-1696 Otto Skeel / Albert Bille / Otto Rantzau
- 1696-1719 Otto Rantzau
- 1719-1771 Christian Rantzau
- 1771-1793 Carl Adolph Rantzau
- 1793-1794 Søren Hillerup
- 1794-1798 Frederik Christian Skeel
- 1798-1815 Cathrine Elisabeth Cicignon gift Skeel
- 1815-1826 Sophus Peter Frederik Skeel
- 1826-1833 Amalie Hedevig Trampe gift Skeel
- 1833-1849 Jørgen Erik Frederik Skeel
- 1849-1859 Charlotte Adelaide Ahlefeldt-Laurvig gift Skeel
- 1859-1897 Sophus Frederik Erik Otto Skeel
- 1897-1918 Jørgen Erik Frederik Skeel
- 1918-1922 Fanny Elisabeth Gyldenkrone gift Skeel
- 1922-1943 Ole P. Olesen
- 1943-1952 A. Andersen / Jac. Jensen
- 1952-1989 Poul Aarup
- 1989- Jette & Per Gantzhorn